# Léopold Lefebvre
Léopold Ferdinand Henri Joseph Lefebvre (Doornik, 26 juni 1769 - Chercq, 15 september 1844) was een Belgisch industrieel en senator.

## Biografie

### Familie
Léopold Lefebvre was een zoon van tapijtenfabrikant en juwelier Piat Lefebvre (1722-1801) en Marie-Rosalie Delescolle (1735-1793). Hij trouwde in 1800 in Doornik met Marie-Françoise Farin (1783-1860). Ze kregen acht kinderen, wat niet belette dat de familie in 1925 uitstierf. Onder de kinderen zijn te vermelden:
- Victor Lefebvre (1801-1885), burgemeester van Chercq. Hij bleef vrijgezel.
- Léopold Lefebvre (1811-1886), verkreeg in 1846 de persoonlijke titel baron, in 1871 overdraagbaar op alle afstammelingen, trouwde in 1845 met Henriette Decazes de Glücksbierg (1824-1899), dochter van hertog Élie Decazes, Frans eerste minister onder koning Lodewijk XVIII. Ze kregen twee zoons en een dochter.
  - Victorine Lefebvre (1847-1925), trouwde in 1865 in Chercq met baron Léopold Buffin (1839-1915), luitenant-kolonel. Ze kregen vier kinderen, onder wie burggraaf Victor Buffin de Chosal, met afstammelingen tot heden.
  - Louise Lefebvre (1848-1918), trouwde in 1868 in Doornik met baron Léon de Dorlodot (1837-1918), burgemeester van Acoz en industrieel. Ze kregen vier zoons en zes dochters, onder wie baron René de Dorlodot, met afstammelingen tot heden.
  - Léopold Lefebvre (1849-1891), legatieattaché, trouwde in 1874 in Parijs met Hortencia Álvarez Calderón (1856-1874). Het huwelijk bleef kinderloos.
- Alodie Lefebvre (1813-1883), trouwde in 1836 in Doornik met baron Alphonse de Rasse (1813-1892), burgemeester van Doornik, senator en voorzitter van de Raad van Adel. Ze kregen zes kinderen, met afstammelingen tot heden.

In 1825 verkreeg hij opname in de erfelijke adelstand, met de persoonlijke titel van baron, overdraagbaar bij eerstgeboorte.

### Loopbaan
Van 1789 tot 1828 was Lefebvre directeur van de familiale tapijtenfabriek onder de naam Lefebvre-Delescolle.
Vanaf 1800 tot in 1839 was hij, onder de verschillende regimes, gemeenteraadslid van Doornik. Van 1818 tot 1844 was hij lid van de Provinciale Staten, vervolgens van de provincieraad van Henegouwen.
In augustus 1831 werd hij verkozen tot katholiek senator voor het arrondissement Doornik en vervulde dit mandaat slechts gedurende enkele maanden, tot februari 1832.
Verder was hij ook:
- voorzitter van de beheerraad van de Burgerlijke Godshuizen in Doornik (1805-1816),
- lid van de Kamer van Koophandel van Doornik (1817-1822),
- voorzitter van de raad van het burgerlijk gasthuis in Froidmont (1823-1829),
- lid van de Provinciale Commissie voor Statistiek in Henegouwen (1829-1830),
- beheerder van de Société des hauts-fourneaux du Borinage.